# Néstor Cáceres Velásquez
Néstor Hugo Cáceres Velásquez (Juliaca) fue un político peruano.
Natural de Juliaca, fue hijo del también político Enrique Plácido Cáceres Gonzáles "El SUPISIKI Cáceres", exalcalde de la provincia de San Román (cuya capital es la ciudad de Juliaca). En 1969, fundó el Frente Nacional de Trabajadores y Campesinos, conocido como FRENATRACA. Fue activo líder sindical en Juliaca y Arequipa, desde las aulas de la Universidad Nacional de San Agustín, llegando a ser Diputado por Puno entre 1963 y 1968.
Fue parte de un clan familiar dedicado a la política, su hermano Roger fue 8 veces congresista; Pedro, 4 veces diputado y alcalde de Juliaca; Luis, 3 veces alcalde de Juliaca y 2 veces alcalde de Arequipa) y su sobrino Róger Jr. también fue alcalde de Arequipa.